# Leopold Staff
Leopold Henryk Staff, poljski pesnik, dramatik, prevajalec in esejist * 14. november 1878, Lvov, Avstro-Ogrska, † 31. maj 1957, Skarżysko-Kamienna, Poljska.

## Življenje
Leopold Henryk Staff se je v Lvovu rodil v slaščičarjevi družini češkim staršem kot prvi od šestih otrok. Šolal se je na lvovski gimnaziji in kasneje na tamkajšnji univerzi, kjer je sprva študiral pravo in medicino, nato pa romanistiko in filozofijo. V tem času je sodeloval v uredništvu akademske revije Młodość, kjer se je srečal s sodobno evropsko literaturo, tudi s spisi Friedricha Nietzscheja, ki so močno vplivali na njegov celoten pesniški opus. V času študija je preživel eno leto v Parizu, kasneje potoval po  Nemčiji,  Angliji in  Italiji. Na teh potovanjih se je poleg pisanja ukvarjal tudi s prevajanjem renesančnih del. Zgodaj se je uveljavil kot pesnik, prevajalec in dramatik, leta 1904 je bila v Lvovu premierno uprizorjena prva Staffova drama – Skarb (Zaklad). Do leta 1914 je urejal filozofsko zbirko Sympozjon. Med prvo svetovno vojno je živel v Ukrajini (Harkov), po koncu pa se je preselil v  Varšavo. Tam se je poročil in z ženo sta posvojila hčerko njegovega umrlega brata. Družinska sreča je bila le hipna, saj je še pred začetkom  druge svetovne vojne umrla posvojena hči. V tem času je prejel tudi mnogo nagrad. Med vojno sta z ženo nekaj časa ostala v Varšavi, kjer je postal častni doktor  Varšavske univerze in ilegalno predaval. Proti koncu vojne sta se z ženo skrivala po raznih krajih, nato pa sta se preselila v Krakov, kjer je prejel naziv častnega doktorja  Krakovske univerze. Kmalu sta se vrnila v Varšavo, kjer je ostal do ženine smrti. Kot vdovec se je odpravil k prijatelju v vas Skarżysko-Kamienna, kjer je tudi umrl. Pokopan je v Varšavi.

## Mlada Poljska
Mlada Poljska je bila literarna smer, ki se je na Poljskem začela uveljavljati po obdobju pozitivizma, tj. med letoma 1890 in 1918. V tem času je bilo ozemlje Poljske razdeljeno med  Rusijo,  Avstrijo in  Prusijo, nesamostojnost naroda je imela velik vpliv na literarna dela. V ospredju literarnega dogajanja je bil Krakov z revijo Życie, z urednikom Stanisławom Przybyszewskim, ki je v manifestu Confiteor (1899) dal smernice novega gibanja z načeli  larpurlartizma. V ospredju tem je pogosto narava in idilično kmečko življenje, hkrati pa upor proti meščanstvu. Avtorji obdobja mlade Poljske so se zgledovali po filozofih:  Schopenhauerju,  Bergsonu in  Nietzscheju. Drugo središče tega obdobja se je izoblikovalo v Varšavi, kjer je Zenon Przesmycki – Miriam izdajal revijo Chimera. Predstavniki Mlade Poljske so poleg Leopolda Staffa še: Stanisław Przybyszewski, Kazimierz Przerwa Tetmajer, Jan Kasprowicz,  Bolesław Leśmian, Gabriela Zapolska, Stanisław Wyspiański, Władysław Stanisław Reymont, Stefan Żeromski.

## Delo
Ustvarjalno obdobje Staffa je obsegalo dobrih 60 let. Literarna zgodovina ga deli na tri sklope: mlada Poljska, medvojno dvajsetletje in čas po drugi svetovni vojni. Njegova pesniška pot se je začela leta 1900, ko je v mesečniku Teka izdal svojo prvo pesem. Že naslednje leto je izdal prvo pesniško zbirko Sny o potędze (Sanje o moči, 1901), ki jo je bil primoran izdati v samozaložbi z očetovo finančno pomočjo, saj je bila njegova lirika po mnenju kritike premalo dekadentna za objavo v vodilni krakovski reviji Życie, zato pa je zbirka po objavi dosegla veliko zanimanja in objavo v novi varšavski reviji Chimera. 
Iz prvenca gre posebej izpostaviti sonet Kowal (Kovač), v katerem se Staff kritično opredeli do takrat prevladujoče dekadence in se zgleduje po Nietzschejevi dionizični ideologiji, z vitalističnim pogledom na svet. Predstavlja posameznika, ki z lastno trdno voljo deluje na svojo moč, individualnost in osebnost. Navaja miselnost, da se človek, ki ni dovolj psihično močen, pogubi. Kovač v tej pesmi predstavlja metaforo Nietzschejevega nadčloveka, po njegovem vzoru naj bi si človek iz brezoblične gmote drobcev dragocenih skoval trdno, pogumno srce. 
V svojem naslednjem obdobju je Staff objavil pesniško zbirko Dzień duszy (Dušni dan, 1903). V tej zbirki se pojavi melanholija  dekadence, ki so jo občutili že njegovi predhodniki, npr. Kazimierz Przerwa Tetmajer. Svoj obup prikaže v razpoloženjski pesmi Deszcz jesienny (Jesenski dež). V tem delu slika padanje jesenskega dežja z monotonim ponavljanjem in  onomatopoijo, deluje impresionistično. Ukvarja se z minljivostjo in smrtjo; s samoto, s katero se sooča. Z vso to melanholijo zavrača nekdanje trditve iz soneta Kovač.
Zadnje obdobje, znano tudi pod imenom »frančiškansko obdobje« se kaže v pesniški zbirki Ptakom niebieskim (nebeškim ptičem, 1905), tu se pesnik vda življenju. Za razliko od prejšnjih zbirk in dram Staff v tem delu dokončno obupa nad bojem. Življenje sprejme takšno kot je; v razočaranju in grenkobi išče lepoto in optimizem. Vse pogosteje uporablja motive iz narave. Zgleduje se po  renesansi, posebej  Janu Kochanowskemu. Njegovo poezijo navdihujejo potovanja po Evropi. V obdobju vojn njegova poezija močno obsoja grozote vojn, grehe imperialistov in hkrati pozdravlja osvoboditev domovine.